# Palicourea violacea
Espèce
Synonymes
Selon Tropicos (29 mai 2024)
- Declieuxia roraimensis Wernham
- Naletonia violacea (Aubl.) Bremek.
- Nonatelia violacea Aubl. - Basionyme
- Oribasia violacea (Aubl.) J.F. Gmel.
- Palicourea capitata (Ruiz & Pav.) Borhidi
- Psychotria amplifolia Raeusch.
- Psychotria arcuata Benth.
- Psychotria capitata Ruiz & Pav.
- Psychotria capitata fo. trichophora Steyerm.
- Psychotria capitata subsp. amplifolia (Raeusch.) Steyerm.
- Psychotria capitata subsp. inundata (Benth.) Steyerm.
- Psychotria capitata var. roraimensis (Wernham) Steyerm.
- Psychotria capitata var. septentrionalis Steyerm.
- Psychotria cubitalis Standl. & Steyerm.
- Psychotria heterocarpa Standl. & Steyerm.
- Psychotria inundata Benth.
- Psychotria setifera Benth.
- Psychotria violacea (Aubl.) Willd.

Selon GBIF (29 mai 2024)
- Cephaelis peruviana Spreng.
- Declieuxia roraimensis Wernham
- Geocardia violacea (Aubl.) Standl.
- Naletonia violacea (Aubl.) Bremek.
- Nonatelia violacea Aubl. - Basionyme
- Oribasia violacea (Aubl.) J.F.Gmel.
- Palicourea capitata (Ruiz & Pav.) Borhidi
- Palicourea stevensonii Standl.
- Psychotria albonervia Standl.
- Psychotria amplifolia Raeusch.
- Psychotria arcuata Benth.
- Psychotria caerulea Forsyth f.
- Psychotria capitata Ruiz & Pav.
- Psychotria capitata f. tomentosa Steyerm.
- Psychotria capitata f. trichophora Steyerm.
- Psychotria capitata subsp. amplifolia Steyerm.
- Psychotria capitata subsp. capitata
- Psychotria capitata subsp. fissistipularis Dwyer
- Psychotria capitata subsp. inundata (Benth.) Steyerm.
- Psychotria capitata subsp. inundata Benth.
- Psychotria capitata subsp. rubra Dwyer
- Psychotria capitata var. roraimensis (Wernham) Steyerm.
- Psychotria capitata var. septentrionalis Steyerm.
- Psychotria chlorotica Müll.Arg.
- Psychotria chlorotica var. bahiensis Müll.Arg.
- Psychotria chlorotica var. lanceolata Müll.Arg.
- Psychotria chlorotica var. obovata Müll.Arg.
- Psychotria cubitalis Standl. & Steyerm.
- Psychotria heterocarpa Standl. & Steyerm.
- Psychotria inundata Benth.
- Psychotria roraimensis Wernham
- Psychotria setifera Benth.
- Psychotria violacea (Aubl.) Willd.
- Uragoga arcuata Kuntze
- Uragoga capitata (Ruiz & Pav.) Kuntze
- Uragoga chlorotica (Müll.Arg.) Kuntze
- Uragoga setifera (Benth.) Kuntze
- Uragoga sieberi Kuntze

Palicourea violacea est une espèce d'arbuste d'Amérique du sud, appartenant à la famille des Rubiaceae.
Il est connu au Suriname sous le nom de Kantamasi (Saramaka),
et en Équateur comme Umayuk amiruka (Quichua).

## Description
En 1953, Lemée en propose la description suivante de Palicourea violacea :

« [NALETONIA] violacea Brem. (Nonatelia v. Aubl., Palicourea v. Rich.). Glabre ou presque à Jeunes rameaux comprimés ; feullles de ,0,15-0;20 sur 0,04-0,07, pétiolées elliptiques acuminées-caudées, aiguës ou en coin à la base, glabres et luisantes sur les 2 faces, avec nombreuses nervures saillantes en dessus et alternant avec d'autres plus fines, stipules de 0,02, oblongues multillervées ; panicules pédonculées, à ramifications en général verticillées par 4, bractées linéaires ciliées, fleurs sessiles blanches ou d'un violet pâle avec 2 très petites bractéoles, calice à segments triangulaires, corolle étroite à tube de 7 mm. et lobes de 4, siyle inclus ou exsert ; fruit de 7 mm., ovoïde. - Herbier Lemée : Mathoury. »

— Albert Lemée, 1953.

## Répartition
Palicourea violacea est présent de l'Amérique centrale au Brésil, en passant par la Colombie, Trinidad, le Venezuela, le Guyana, le Suriname, et la Guyane, l'Équateur, et le Pérou.

## Écologie
Palicourea violacea est largement méconnu

## Protologue

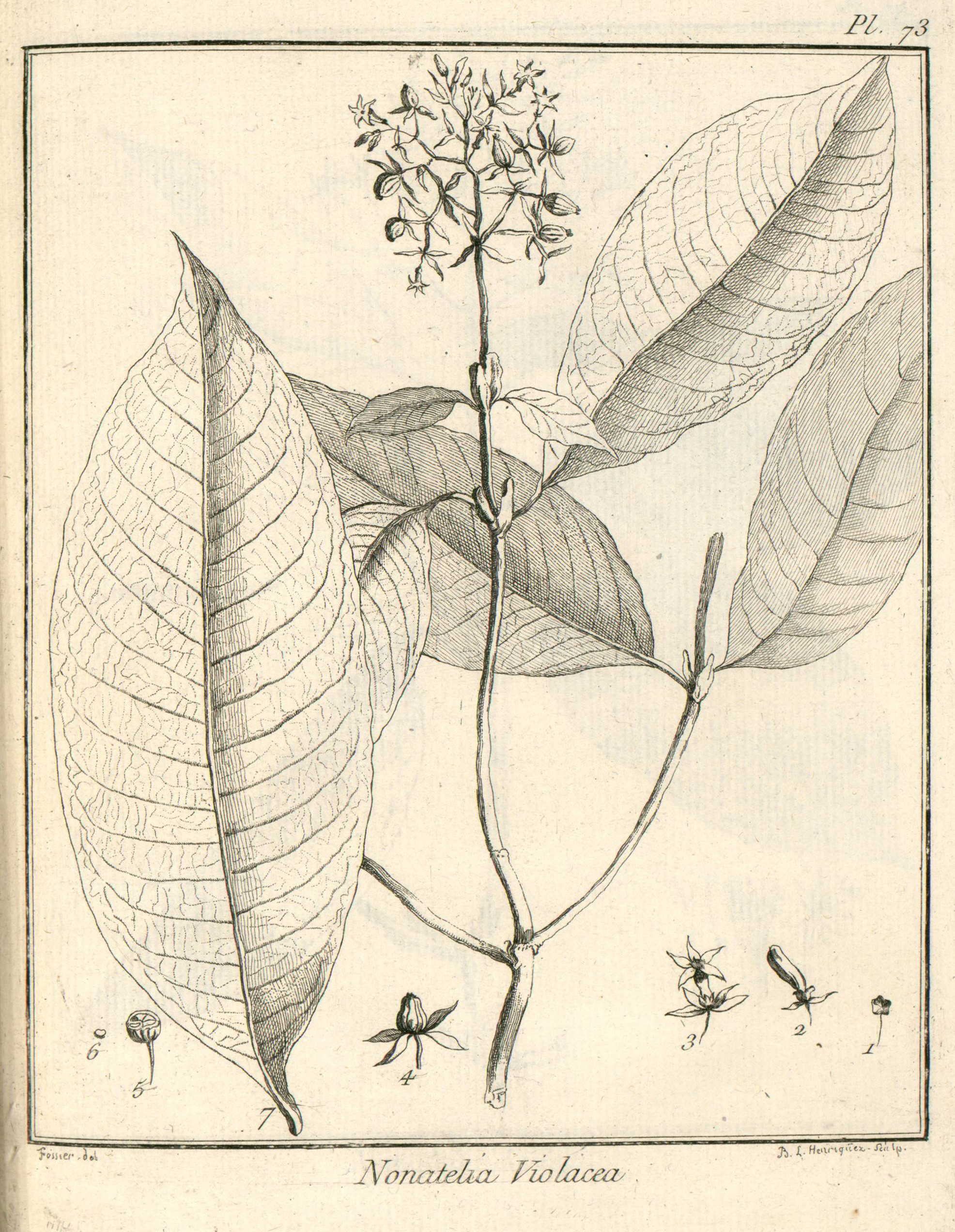
Nonatelia violacea (= Palicourea violacea) par Aublet (1775)
On a repréſenté la fleur de grandeur naturelle. - 1. Calice. - 2. Bouton de fleur. - 3. Fleur garnie à ſa baſe de quatre écailles. - 4. Baie. - 5. Baie coupée en travers. - 6. Graine. - 7. Feuille de grandeur naturelle.

En 1775, le botaniste Aublet a premièrement décrit Palicourea violacea sous le nom de Nonatelia violacea et en a proposé le protologue suivant : 

« 5. NONATELIA (violacea) foliis amplis, ovatis, acutis calicis florum involucro tetraphyllo ; fructu violaceo. ( Tabula 73.)
Frutex trunco quadri aut quinque-pedali, ad ſummitatem ramoſo. Rami nodoſi. Folia ampla, ovato-oblonga, acuta, glabra, integerrima, brevi petiolata. Stipulæ binæ, deciduæ, oppoſitæ, oblongæ, obtuse, una ab utroque latere ad baſim petiolorum. Flores racemoſi, terminales; racemus violaceus. Involucrum calicis tetraphyllum ; foliolis longis, anguftis, acutis. Corolla alba. Bacca violacea, decemſtriata, quinquelocularis.'
Habitat in ſylvis comitatûs de Gêne.
Florebat fructumque ferebat Julia.

L'AZIER violet. (PLANCHE 73.)
Cet arbrisseau pouſſe de ſa racine un tronc haut de quatre à cinq pieds ſur trois ou quatre pieds & diamètre. Son écorce eſt liſſe, griſâtre. Son bois eſt dur & blanc ; à meſure qu'il ſe prolonge, il donne naiſſance à des branches noueuſes, chargées de rameaux oppoſés qui ſont garnis de feuilles oppoſées, & diſpoſées en croix ; elles ſont vertes, liſſes, fermes, luiſantes, ovales, terminées par une longue pointe : on en a repréſenté une de grandeur naturelle. Leur pédicule eſt court, & s'unit avec celui qui lui eſt oppoſé par une stipule intermédiaire, placée ſur chaque côté des rameaux. Ces ſtipules ſont longues, fermés, obtuſes, & tombent. On ne trouvé ces ſtipules que ſur les nœuds qui portent les feuilles nouvelles & entièrement développées.
Les fleurs naiſſent à l'extrémité des rameaux, en forme de grappe, dont la couleur eſt d'un violet plus ou moins foncé.
Le calice eſt d'une ſeule pièce en forme de coupe, diviſé en ſon limbe en cinq petites dentelures. Il eſt garni à ſa baſe de quatre écailles longues & étroites.
La corolle eſt monopétale, blanche. Son tube eſt oblong, renflé vers ſon pavillon qui eſt partagé en cinq lobes aigus. Ce tube eſt attaché ſur l'ovaire autour d'un petit diſque.
Les étamines ſont au nombre de cinq, placées ſur la paroi interne du tube au deſſous & ſes diviſions. Leur filet eſt court. L'anthère eſt longue & à deux bourſes.
Le piſtil eſt un ovaire arrondi, renfermé dans le calice avec lequel il fait corps. Il eſt couronné par un diſque du centre duquel fort un style qui ſe diviſe en deux filets terminés par un stigmate obtus.
L'ovaire, conjointement avec le calice, devient une baie violette de la groſſeur d'une groſeille. Elle eſt à dix cannelures, & à cinq loges qui contiennent chacune une graine de ſubſtance cornée.
Cet arbriſſeau croît dans les grandes forêts du comté & Gêne. la étoit en fleur & en fruit dans le mois de Juillet.  On a repréſenté la fleur de grandeur naturelle. »

— Fusée-Aublet, 1775.